# John Piper
John Stephen Piper (n. 11 ianuarie 1946, Chattanooga⁠(d), Tennessee, SUA) este un predicator și autor baptist reformat, actualmente slujind ca pastor senior la Biserica Baptistă Bethlehem din Minneapolis, Statele Unite.
S-a născut în anul 1946 în Chattanooga, Tennessee. Pe când era încă mic, părinții săi s-au mutat în Greenville, Carolina de Sud unde și-a petrecut o mare parte a copilăriei. A studiat la Colegiul Wheaton unde, pentru prima dată, a simțit chemarea de a intra in slujire. A absolvit apoi Fuller Theological Seminary unde sub îndrumarea doctorului Fuller, cel mai influent profesor „în viață” a descoperit scrierile lui Jonathan Edwards, cel mai influent profesor „mort” pe care l-a avut.
A absolvit în 1974 Universitatea din München unde și-a făcut lucrarea de doctorat în Studii asupra Noului Testament. Această lucrare, „Love Your Enemies”, a fost publicată mai apoi de Cambridge University Press and Baker Book House.
Timp de 6 ani a predat studii biblice la Bethel College în St. Paul, Minnesota. Începând din 1980 a desfășurat activitatea de pastor al Bisericii Baptiste Bethlehem din Minnesota. Împreună cu cei care îi sunt aproape, John Piper este dedicat în a transmite, a împrăștia pasiunea pentru supremația lui Dumnezeu în toate lucrurile pentru bucuria tuturor oamenilor în Isus Cristos.
Împreună cu soția sa, Noel, au patru băieți și o fată.